# Dean Martin’s Greatest Hits! Vol. 2
Dean Martin’s Greatest Hits! Vol. 2 – album kompilacyjny piosenkarza Deana Martina wydany przez Reprise Records w 1968 roku. Pierwsza część – Dean Martin’s Greatest Hits! Vol. 1 została wydana wcześniej w 1968 roku.

## Utwory
| Nr  | Tytuł                                    | Długość |
| --- | ---------------------------------------- | ------- |
| 1.  | Door Is Still Open to My Heart           | 2:20    |
| 2.  | I Will                                   | 2:09    |
| 3.  | Send Me the Pillow That You Dream on     | 2:23    |
| 4.  | Little Ole Wine Drinker Me               | 2:41    |
| 5.  | You've Still Got a Place in My Heart     | 2:25    |
| 6.  | In the Misty Moonlight                   | 2:03    |
| 7.  | Lay Some Happiness on Me                 | 2:24    |
| 8.  | (Open Up the Door) Let the Good Times in | 2:24    |
| 9.  | Somewhere There’s a Someone              | 2:29    |
| 10. | Glory of Love                            | 2:38    |
| 11. | King of the Road                         | 2:38    |
| 12. | Old Yellow Line                          | 2:38    |